# Усть-Ут
Усть-Ут — упразднённая деревня в Нижнеудинском районе Иркутской области России.

## География
Деревня находилась на берегу реки Уды, недалеко от впадения реки Ут. Расстояние до Нижнеудинска (райцентр) 70 км.

## История
Деревня основана в 1903 году как переселенческий участок для размещения хуторов на 11 душевых долей. К 1906 году заселение еще не началось.
Заселение произошло не позднее 1917 года, относилась в это время к Солонецкой волости Нижнеудинского уезда. Деревня была упразднена в 1960-е годы.